# Ненова, Нинель Тодоровна
Нинель Тодоровна Ненова (26 апреля 1929 — 15 июля 2016) — грузинский сценарист и кинорежиссёр. Заслуженный деятель искусств Грузинской ССР (1976).

## Биография
Родилась 26 апреля 1929 года в городе Аша Челябинской области. (По другим данным — в Болгарии). По происхождению болгарка.
Окончила режиссёрский факультет ВГИКа (1956, мастерская Г. Александрова).
С 1957 — режиссёр киностудии «Грузия-фильм».
Все фильмы, кроме картины «Ребята с Сиреневой улицы» поставлены совместно с мужем — режиссёром Гено Цулая. Автор и соавтор сценариев к большинству своих фильмов.
Заслуженный деятель искусств Грузинской ССР (1976).

## Фильмография

### Режиссёр
- 1962 — Прошлым летом
- 1963 — Маленькие рыцари
- 1965 — Срок истекает на рассвете
- 1968 — Клоун и дым
- 1971 — Рэро принимает гостей
- 1972 — Мы едем, мы поём…
- 1976 — Ребята с Сиреневой улицы
- 1977 — Бабочка
- 1979 — Брак по-имеретински
- 1981 — А ну-ка, дедушки!
- 1984 — Чиора
- 1988 — Метичара — зверь морской

### Сценарист
- 1965 — Срок истекает на рассвете
- 1976 — Ребята с Сиреневой улицы

## Награды
- Заслуженный деятель искусств Грузинской ССР (1976).
- Лауреат Всесоюзного кинофестиваля в номинации «Призы среди детских фильмов» (1985)